# 평결불복법률심리
평결불복법률심리(Judgment as a matter of law)란 미국 민사소송법상 제도로 법적 근거나 사실심에서 제출된 증거가 불충분할 경우, 재판부가 배심원의 평결을 배제하고(혹은 배심원의 평결과는 반대로) 스스로의 판단에 따라 판결할 수 있는 것을 말한다.

## 연방민사소송법
미국 민사소송 규칙 제50조에서는 `Judgement as a Matter of Law(JMOLㆍ1991년 종전 Judgement of non Obstante VeredictoㆍJNOV 제도를 개정)`라 하여 배심의 평결과 다른 판결을 내릴 수 있음을 규정하고 있다. 원고의 증거제출이 다 완료된 후에 신청이 가능하다. 합리적인 사람이 재판의 결과에 대해 의문을 가질 수 없을 만큼 결과가 뻔한 경우, 사건을 배심원에게서 가져가서 판사가 판단하는 것을 말한다.

## 같이 보기
- 평결불복판결